# Дуброво (Череповецкий район)
Дуброво — деревня в Череповецком районе Вологодской области на реке Соренжа.
Входит в состав Коротовского сельского поселения, с точки зрения административно-территориального деления — в Коротовский сельсовет.
Расстояние до районного центра Череповца по автодороге — 78 км, до центра муниципального образования Коротово по прямой — 7 км. Ближайшие населённые пункты — Степаново, Паршино, Федосово.
По переписи 2002 года население — 85 человек (39 мужчин, 46 женщин). Всё население — русские.